# Иглохвостый стриж
Иглохвостый стриж, или колючехвостый стриж, или колючехвост (лат. Hirundapus caudacutus), — вид птиц из семейства стрижиных.

## Внешний вид
Крупный стриж. Тело длиной 19—22 см. Вес 100—175 г. Крыло 19,8—22,0 см. Размах крыльев 48—55 см.
В отличие от других стрижей, хвост без выемки, прямо обрезанный, стержень каждого рулевого пера выступает на 3—5 мм наружу в виде иголочки.
Лоб, горло и подхвостье у взрослых птиц белого цвета. Крылья длинные, серповидные. Окраска крыльев черная или темно-бурая с металлическим блеском и зеленым отливом. На третьестепенных маховых перьях удлиненные белые пятна.
Спина глинисто-серая, светло-бурая. зоб, грудь и брюшко черно-бурые.
На ногах 3 пальца направлены вперед, а 1 — назад, цевка не оперена.
Молодые птицы издали неотличимы от взрослых, но отличаются более тусклым оперением со слабым отливом и более узкой белой полоской, окаймляющей брюшко.

## Ареал
Разорванный ареал. Одна часть ареала располагается в Южной и Юго-Восточной Азии, другая располагается на юге Дальнего Востока и Сибири — от Северо-Восточного Алтая до Сахалина, на запад — до Томской области. На территории России весьма редкий вид, хотя местами обычен.

## Местообитания
Населяет леса и рощи со старыми дуплистыми деревьями, лесные местообитания в сочетании с лугами, вырубками, открытыми пространствами. Охотно селится возле водоёмов.

## Образ жизни
Плохо изучен. Перелётная птица. Прилетают в конце мая. Держится в воздухе стаями, никогда не садится на землю. Полет чрезвычайно быстрый, стремительный. Считается самой быстрой птицей в фауне России, развивает скорость полёта (непикирующего) до 160 км/ч. Крик не громкий, дребезжащий, в отличие от других видов стрижей — молчаливы. Отлетают в сентябре, зимуют в Австралии.

## Размножение
Гнездится в дуплах деревьев на различной высоте. В кладке 3—7 белых яиц размером 30—35 × 21—24 мм. Взрослые птицы не выносят из гнезд скорлупу и помет птенцов.